# Ladies Matchplay Championship
Het Ladies Matchplay Championship was een jaarlijks golftoernooi voor vrouwen, dat deel uitmaakte van de Ladies European Tour. Het toernooi werd opgericht in 1979 en de laatste editie werd gehouden in 1991. Het was de tegenhanger van het Matchplay Championship bij de mannen.

## Winnaressen
| Jaar                                      | Golfbaan                                  | Locatie                                   | Winnares                                  |
| Lambert and Butler Matchplay Championship | Lambert and Butler Matchplay Championship | Lambert and Butler Matchplay Championship | Lambert and Butler Matchplay Championship |
| ----------------------------------------- | ----------------------------------------- | ----------------------------------------- | ----------------------------------------- |
| 1979                                      | Moor Park Golf Club                       | Londen                                    | Jane Panter                               |
| 1980                                      | Moor Park Golf Club                       | Londen                                    | Mickey Walker                             |
| 1981                                      | Moor Park Golf Club                       | Londen                                    | Jenny Lee Smith                           |
| 1982                                      | Geen toernooi                             | Geen toernooi                             | Geen toernooi                             |
| 1983                                      | Geen toernooi                             | Geen toernooi                             | Geen toernooi                             |
| Lorne Stewart Matchplay Championship      |                                           |                                           |                                           |
| 1984                                      | Sudbury Golf Club                         | Wembley                                   | Mickey Walker                             |
| 415/Vantage Matchplay Championship        |                                           |                                           |                                           |
| 1985                                      | Bramhall Golf Club                        | Stockport                                 | Jane Connachan                            |
| 1986                                      | Geen toernooi                             | Geen toernooi                             | Geen toernooi                             |
| Woolmark Matchplay Championship           |                                           |                                           |                                           |
| 1987                                      | Moor Hall Golf Club                       | West Midlands                             | Trish Johnson                             |
| 1988                                      | Club de Golf de Barcelona                 | Barcelona                                 | Marie-Laure de Lorenzi                    |
| 1989                                      | Club de Golf de Barcelona                 | Barcelona                                 | Denisse Hutton                            |
| Woolmark Ladies' Matchplay Championship   |                                           |                                           |                                           |
| 1990                                      | Club de Campo Villa de Madrid             | Madrid                                    | Florence Descampe                         |
| 1991                                      | Golf Club Milano                          | Milaan                                    | Federica Dassu                            |